# Shor Shor
Shor Shor (persiska: شر شر) är en ort i Iran.   Den ligger i provinsen Khorasan, i den nordöstra delen av landet, 800 km öster om huvudstaden Teheran. Shor Shor ligger 980 meter över havet och antalet invånare är 463.
Terrängen runt Shor Shor är platt söderut, men norrut är den kuperad.Runt Shor Shor är det ganska tätbefolkat, med 185 invånare per kvadratkilometer. Närmaste större samhälle är Borzeshābād, 8,7 km väster om Shor Shor. Omgivningarna runt Shor Shor är i huvudsak ett öppet busklandskap.